# BMW X4
BMW X4 est la désignation commerciale de deux générations de véhicule du segment des SUV compacts du constructeur automobile allemand BMW. Celle-ci entre dans la catégorie Sports Activity Coupe du constructeur, étant positionnée dans la gamme comme étant la variante coupé du SUV compact BMW X3.
Lors de l'édition 2013 du Salon automobile de Shanghai, un concept-car dénommé BMW X4 Concept a été présenté au public, préfigurant le style du rafraîchissement de la X3 de seconde génération et de sa variante coupé devant arriver l'an suivant.
La première génération destinée à être produite en série a été révélée au public lors du Salon de l'automobile de New York en avril 2014 et entra en production au cours de la même année.
Les deux générations sont assemblées dans l'usine BMW de Spartanburg, Caroline du Sud aux États-Unis où sont aussi produits d'autres SUV du groupe (X3, X5, X6). La production de la première génération s'achèvera en mars 2018 lorsque celle de sa remplaçante commencera.

## Aperçu des générations

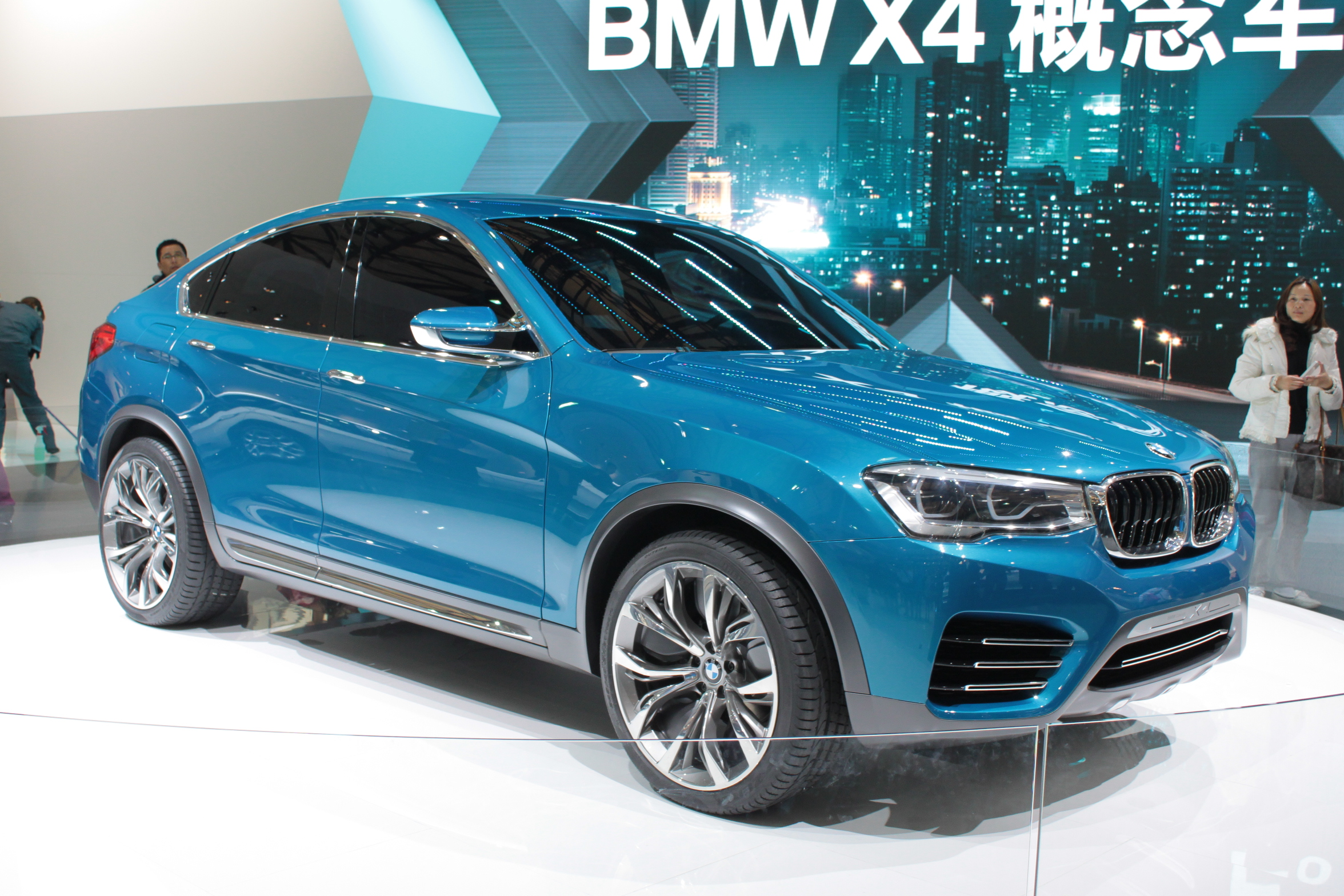
BMW X4 Concept 2013 (concept-car)
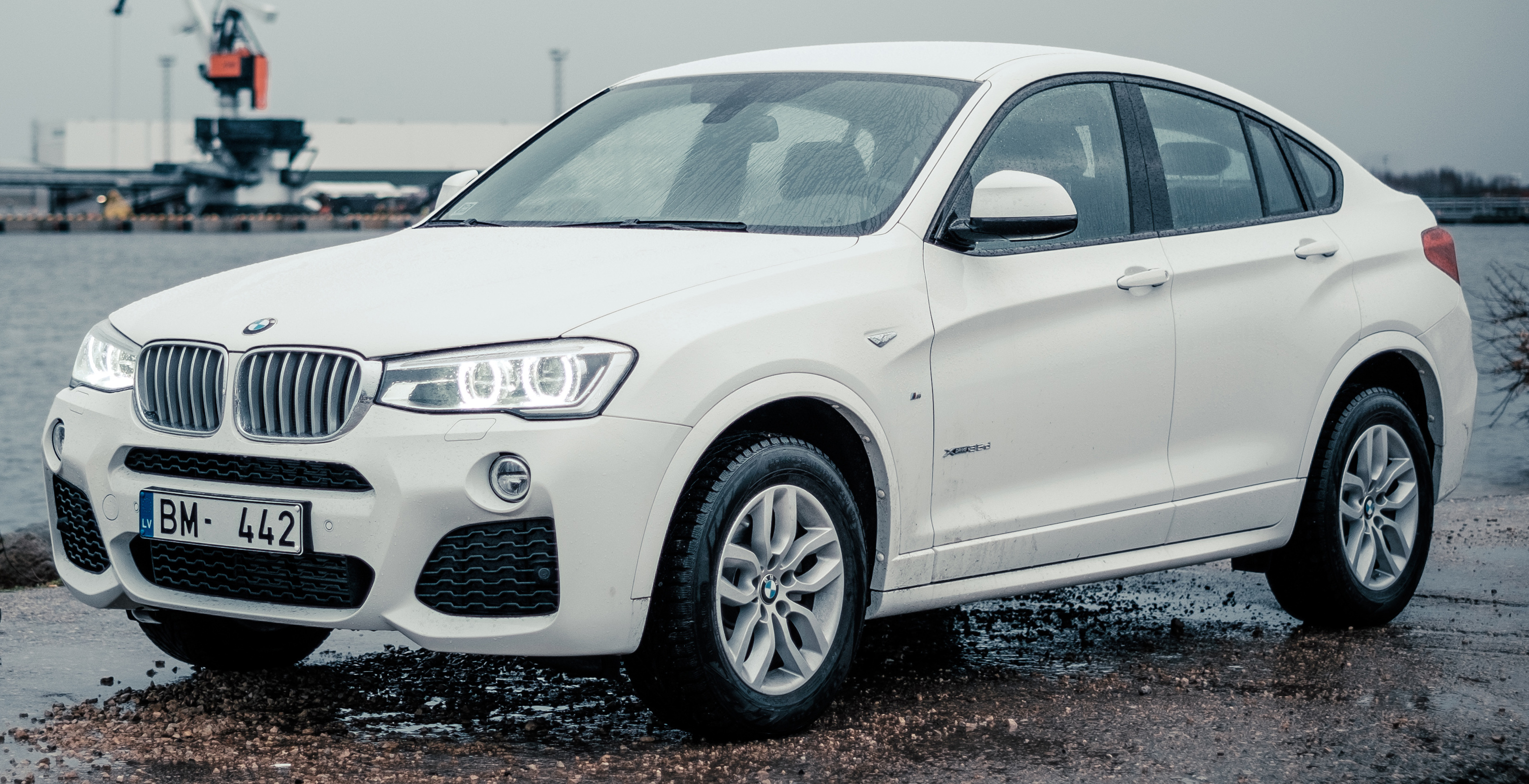
BMW F26 2014–2018
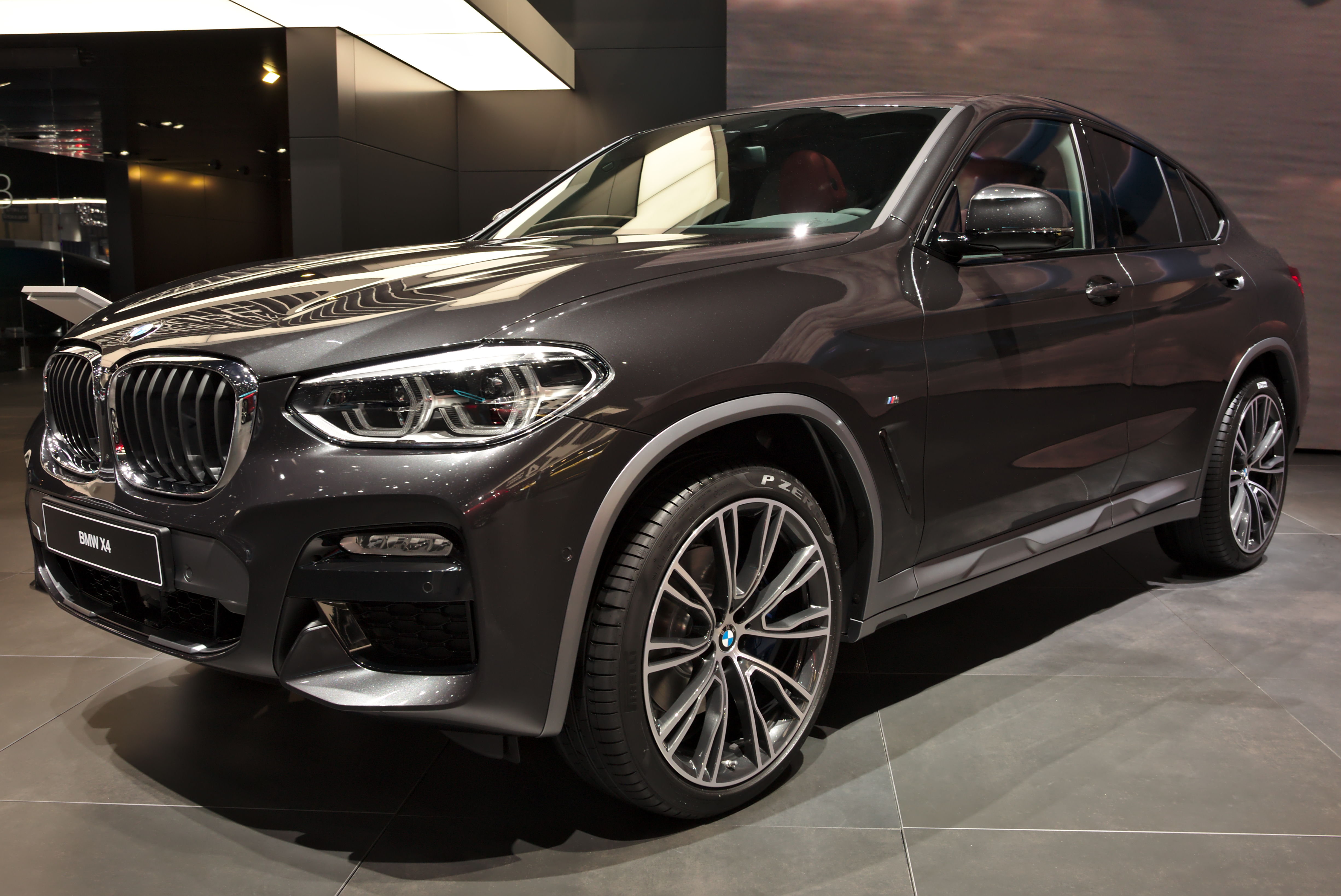
BMW G02 2018–